# Promozione Toscana 1970-1971
Nella stagione 1970-1971 la Promozione era il quinto livello del calcio italiano (il massimo livello regionale). Qui vi sono le statistiche relative al campionato in Toscana.
Il campionato è strutturato in vari gironi all'italiana su base regionale, gestiti dai Comitati Regionali di competenza. Promozioni alla categoria superiore e retrocessioni in quella inferiore non erano sempre omogenee; erano quantificate all'inizio del campionato dal Comitato Regionale secondo le direttive stabilite dalla Lega Nazionale Dilettanti, ma flessibili, in relazione al numero delle società retrocesse dal Campionato Interregionale e perciò, a seconda delle varie situazioni regionali, la fine del campionato poteva avere degli spareggi sia di promozione che di retrocessione.

## Classifica finale
|  | Pos. | Squadra                                     | Pt  | G   | V   | N   | P   | GF  | GS  | DR  |
|  | ---- | ------------------------------------------- | --- | --- | --- | --- | --- | --- | --- | --- |
|  | 1.   | A.S. Figline, Figline Val d'Arno            | 44  | 30  | 16  | 12  | 2   | 41  | 10  | +31 |
|  | 2.   | Orbetello                                   | 41  | 30  | 16  | 9   | 5   | 37  | 21  | +16 |
|  | 3.   | U.S. Querceta, Pozzi di Seravezza           | 32  | 30  | 12  | 8   | 10  | 28  | 24  | +4  |
|  | 3.   | Poggibonsi                                  | 32  | 30  | 9   | 14  | 7   | 33  | 31  | +2  |
|  | 5.   | U.S. Sancascianese, S. Casciano Val di Pesa | 31  | 30  | 11  | 9   | 10  | 29  | 30  | -1  |
|  | 6.   | Tuttocuoio                                  | 30  | 30  | 9   | 12  | 9   | 25  | 18  | +7  |
|  | 6.   | U.S. Libertas, Tavarnelle Val di Pesa       | 30  | 30  | 12  | 6   | 12  | 37  | 33  | +4  |
|  | 6.   | Cecina                                      | 30  | 30  | 10  | 10  | 10  | 36  | 37  | -1  |
|  | 6.   | A.S. Cuoiopelli, S. Croce sull'Arno         | 30  | 30  | 13  | 4   | 13  | 27  | 28  | -1  |
|  | 10.  | S.P. Audax, Rufina                          | 29  | 30  | 10  | 9   | 11  | 27  | 28  | -1  |
|  | 10.  | U.S. Castelnuovo, Castelnuovo Garfagnana    | 29  | 30  | 10  | 9   | 11  | 24  | 39  | -15 |
|  | 12.  | Piombino                                    | 28  | 30  | 9   | 10  | 11  | 32  | 30  | +2  |
|  | 13.  | U.S. Lampo, Lamporecchio                    | 28  | 30  | 9   | 10  | 11  | 29  | 32  | -3  |
|  | 14.  | A.S. San Miniato, San Miniato               | 27  | 30  | 6   | 15  | 9   | 24  | 28  | -4  |
|  | 15.  | A.S. Barberino, Barberino di Mugello        | 21  | 30  | 4   | 13  | 13  | 17  | 39  | -22 |
|  | 16.  | Monsummanese                                | 18  | 30  | 3   | 12  | 15  | 19  | 37  | -18 |
|  |      |                                             | 480 | 480 | 159 | 162 | 159 | 464 | 465 | 0   |